# Малихін Владислав Олексійович
Владислав Олексійович Малихін (15 січня 1998) — український легкоатлет, що спеціалізується у стрибках з жердиною, чемпіон України в приміщенні.

## Виступи на основних міжнародних змаганнях
| Рік  | Чемпіонат                      | Місце проведення        | Місце    | Результат |
| ---- | ------------------------------ | ----------------------- | -------- | --------- |
| 2014 | Юнацькі Олімпійські ігри       | Нанкін, Китай           | 7        | 4.65 м    |
| 2015 | Чемпіонат світу серед юнаків   | Калі, Колумбія          | 2        | 5.30 м    |
| 2016 | Чемпіонат світу серед юніорів  | Бидгощ, Польща          | 8        | 5.30 м    |
| 2017 | Чемпіонат Європи серед юніорів | Гроссето, Італія        | —        | NM        |
| 2017 | Чемпіонат світу                | Лондон, Велика Британія | 17 (кв.) | 5.60 м    |
| 2017 | Універсіада                    | Тайбей, Тайвань         | —        | NM        |
| 2018 | Чемпіонат Європи               | Берлін, Німеччина       | 16 (кв.) | 5.51 м    |